# François Walthéry
François Walthéry   (Argenteau, 17 de gener de 1946), és un dibuixant belga de còmics. És un deixeble de l'escola de Marcinelle.
Va debutar el 1962 al context de la revista Spirou en col·laboració amb Mittéï qui li demana de dibuixar la seva sèrie Pipo i el 1963 amb Peyo. A l'edat de 17 anys Peyo li demana dibuixar uns decorats de l'àlbum dels barrufets La Schtroumpfonie en ut. Continuarà amb Jacky et Célestin i Benoît Brisefer (Benet Tallaferro), segons un guió de Peyo. El 1970, en col·laboració amb els guionistes Gos i Delporte va llançar la seva sèrie més coneguda Natacha, «mítica hostessa francobelga» que queda protagonista al món de l'aviació malgrat el predomini masculí. Continua dibuixant historietes curtes i portades per a Spirou.
El 1972 va abandonar l'èquip de Peyo i començar la seva sèrie inspirada en temes com la columbofília a la regió de Lieja amb Li vî bleu (való per a El blau gran), Tchantchès i les pin ups, la seva passió des de sempre. El 1988 contracta amb l'editorial Marsu Productions (des del 2013 comprada per les Éditions Dupuis). Des del 1993 va engegar una nova sèrie Rubine de la qual només va dibuixar els primers àlbums. En la seva obra la ciutat de Lieja i les seves afores tenen un paper discret però omnipresent com decorat de les aventures dels seus protagonistes.
El 2013 va ser promogut «oficial del mèrit való» un honor concedit pel govern való a una persona que va contribuir de manera excepcional a la projecció de la Valònia. El 2015 va rebre el Gran Premi Saint-Michel «per a un autor que va contribuir a fer dels còmics el 9è art». El 2017 la biblioteca de Stavelot li va dedicar una exposició retrospectiva a l'Abadia de Stavelot.

## Biografia
El seu pare era soldador de l'arsenal de Rôcou, colomar i dissenyador en el seu temps lliure, i la seva mare gestora d'una cartera d'assegurances. Té una germana. L'escena de la trobada entre Tintín i el capità Haddock a El cranc de les pinces d'or, el marca igual que els dibuixos de l'ànec Donald de Carl Barks així com Hi ha un bruixot a Xampinyac i Radar el robot, dues aventures de Spirou i Fantasio. per André Franquin. François Walthéry, amb vuit anys, va dibuixar el capità Haddock a l'escola i volia ser dissenyador com Hergé. Els seus pares el van animar en aquest camí. Va créixer a Cheratte-Hauteurs a l'altiplà d'Herve. Forma part d'un moviment juvenil, primer va ser un cadell explorador i després un explorador totemitzat de l'"Estruç dinàmic". François Walthéry a la universitat de vegades passa sense patates fregides a l'hora de dinar per regalar-se un àlbum de tapa dura de Spirou i Fantasio. Amb nervis va anar a en Mittéï, veí de Cheratte i va enviar pàgines copiades de La Corne de rhinocéros cap al Nadal de 1961, va tornar per Setmana Santa havent avançat molt. La seva trajectòria com a dissenyador està lligada a la de Mittéï i a la de Peyo. Va ser, de fet, Mittéï qui, l'any 1961, el va animar a perseverar i a matricular-se com a estudiant lliure a l'Institut Saint-Luc de Lieja on va fer cursos d'il·lustració i arts gràfiques en determinats tallers de pràctiques on pensen que l'adolescent està dotat per dibuixar, encara que no té la maduresa suficient per seguir cursos generals destinats a estudiants més grans. Els seus companys són Dany, Pierre Seron i Hachel. L'any 1962, Mittéï encarregat del guió li va encarregar el dibuix de la sèrie de gags Pipo, que va signar amb el pseudònim Pop's i va publicar al suplement Junior de Chez Nous, un substitut més econòmic de Tintín. L'àlbum va ser publicat l'any 1981 per Bédésup. A finals del curs 1962/63, encara animat per Mittéï, envià taules al senyor Dupuis a Spirou. Als 15 anys, François Walthéry amb pantalons curts i acompanyat de la seva mare es va presentar a Spirou per invitació de Dupuis i només va portar un petit esbós que tenia amb ell, a la seva cartera però que va cridar l'atenció d'Yvan Delporte, Charles. Dupuis i Peyo!

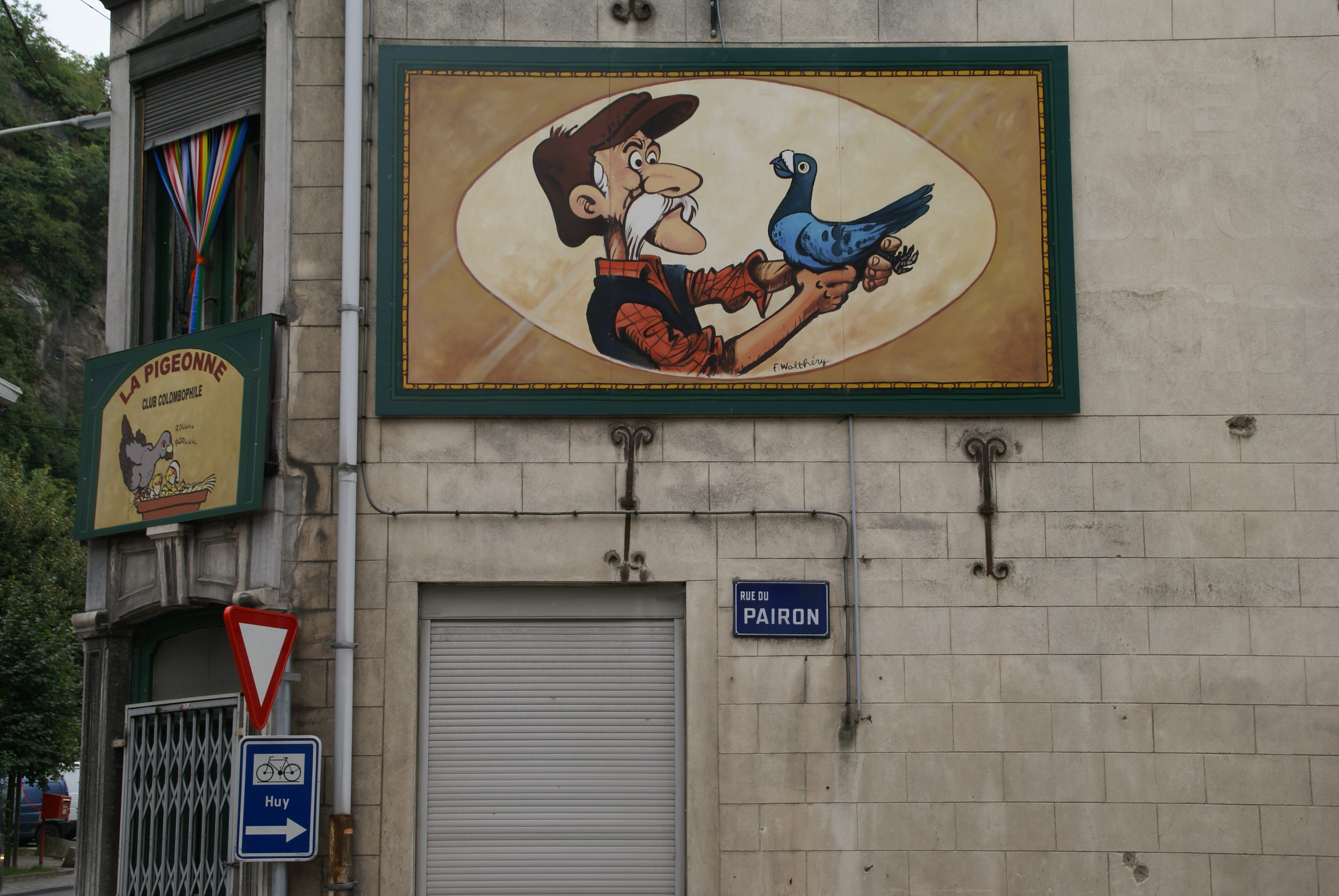
Dibuix del «Vi Bleu» i el seu amo a la façana del club columbòfil La Pigeonne al carrer Rue Pairon a Statte (Huy)

## A l'estudi Peyo
La carrera de Walthéry es va accelerar quan Peyo - buscant desesperadament col·laboradors per cobrir la demanda de pagines de Barrufets el va contractar, a 17 anys, l'any 1963, com a ajudant a l'estudi Peyo. Walthéry treballa a Peyo al número 272 de l'avinguda Coghen a Uccle, davant del Collège Saint-Pierre. L'estudi de l'entresolat, entre dos pisos, moblat de forma tosca, inclou una taula gran, dues cadires amb l'esquena a la paret i l'espai just perquè s'asseguin una al costat de l'altra. Allà coneix a Derib. Posteriorment, s'afegiran Gos, Roger Leloup, Lucien De Gieter, Marc Wasterlain, Benn, etc. Va llogar una habitació d'estudiants, un “kot”, a Brussel·les, al número 50 de la rue Joseph Bens, a la senyora Philomène Jans “Tante Phylo” que va ocupar durant vuit anys. Comença dibuixant part de la decoració de l'Smurfonia en Do però Peyo va descobrir ràpidament que l'adolescent no estava molt a gust amb els elfs blaus i pensa a encarregar-li una sèrie més dinàmica, així que li envia que ho faci un dia a la setmana a Will que es basa en escenaris de Peyo, la sèrie Jacky i Célestin produïda per a Le Soir Illustré. El jove assistent comença immediatament un nou episodi signat conjuntament per Will: You are so good!. Dirigirà tres capítols més d'aquesta divertida sèrie –un dels quals mentre serveix sota les banderes amb l'Forces belgues a Alemanya al segon batalló de carabiners ciclistes –des de la tardor de 1963 fins a 1966– sota el pseudònim de Pop's i va desenvolupant el seu estil. L'any 1966, Walthéry va acabar el servei militar a Spich, a la República Federal Alemanya —on va conèixer el seu amic Pascal Zanon i Étienne Borgers, el seu futur guionista— i va poder tornar a dibuixar. Aleshores es va considerar capaç de seguir Benoît Brisefer, una sèrie més ambiciosa que Peyo va reservar per a Spirou. Per tant, Peyo li proposa reprendre les aventures de Benet Tallaferro, un nen petit dotat d'una força hercúlea, gràcies a la qual el dibuix de Walthéry integra les pàgines del Journal de Spirou. En estreta col·laboració amb Peyo —però que va ser intransigent pel que fa a la qualitat dels dibuixos perquè era un perfeccionista—, així com amb Yvan Delporte, Walthéry va produir Les Douze Travaux de Benoît Brisefer entre 1966 i 1967. Peyo va acceptar que el nom de Walthéry apareixia a la portada de l'àlbum. Aleshores, la col·laboració entre els tres autors es va renovar als àlbums Tonton Placide (1968), després Le Cirque Bodoni (1969) i Lady d'Olphine (1973). A principis dels anys setanta, per recomanació de Peyo, va comprar un pis a la desena planta d'un edifici nou, darrere de l'ajuntament de Vossegat.
Walthéry també va donar a crear personatges més efímers, com l'Inspector Hoover, un fulletó publicitari per a les aspiradores Hoover el 1972 reprès com a àlbum per Khani Éditions el 1985, Betty Strip, una sèrie eròtica que va aparèixer a Le Canard sauvage el 1973 i publicada, sense censura, per Noir Dessin Production el 2015, etc.
Durant deu anys, François Walthéry va passar la setmana a Brussel·les amb els grans autors Dupuis de l'època. A més dels membres de l'estudi Peyo, també va freqüentar les estrelles del diari Spirou: Franquin, Jean Roba, Tillieux i Will, aquests dos últims els seus pares espirituals amb Peyo.

## Obra
- Ben
- Benoît Brisefer, heroi creat per Peyo, traduït al català com Benet Tallaferro.[35]
- Betty Strip
- Les Ceux de chez nous
- La Convention des droits de l'enfant (Convenció sobre els drets de l'infant)
- Félix Tillieux, L'affaire des Bijoux, Dupuis, collection Dupuis - Péché de Jeunesse. Una reedició d'en Walthéry dels dos darrers de la sèrie de Maurice Tillieux
- Jacky et Célestin
- Natacha
- P'tit Bout de Chique
- Pipo
- Rubine[36]
- Tchantchès
- Une femme dans la peau
- Le Vieux Bleu (en való Li vî Bleu)

## Posteritat

Philatélie de la Jeunesse emissió pel Correus belga d'un segell de Natacha el 1993.

L'octubre de 1993, l'oficina de correus belga va emetre un segell Natacha per a la filatèlia juvenil.
L'estàtua de bronze que es troba al mig de la rotonda de la rue de Hoignée a Cheratte representa tres dels personatges principals de François Walthéry: el Old Blue col·locat al genoll de Jules assegut en un banc i el P'tit Bout d'chic davant d'ell. La creació d'aquesta obra es de Roger Lenertz, escultor de Lieja. La seva creació va durar 4 mesos i el seu pes ronda els 500 quilos. Es va inaugurar el 29 de maig de 2003 per celebrar en la seva presència els quaranta anys de historietes de François Walthéry.
El 24 de novembre de 2009, Freddy Thielemans, alcalde de la ciutat de Brussel·les i Evelyne Huytebroeck, ministra del govern de la Regió de Brussel·les-Capital, van inaugurar el fresc Natacha, que és el fresc 41 de la Ruta BD de Brussel·les, al costat paret de la casa situada al número 78 de la rue Jan Bollen de Laeken.
El juliol de 2012, a partir d'un dibuix proporcionat per Walthéry, l'escultora flamenca Monique Mol va crear una escultura de Natacha com a assistent de vol tirant d'una maleta, que es troba al dic de Middelkerke al número 269.